# Turingio
El turingio (en alemán Thüringisch) es un grupo de dialectos del alemán central oriental que se hablan en grandes partes del estado federado de Turingia al norte del Rennsteig, en el suroeste de Sajonia-Anhalt y también en territorios limítrofes de Hesse y Baviera. Está próximo al alto sajón, que se habla principalmente en el estado de Sajonia, por lo que a ambos se les suele considerar como un único grupo dialectal, el turingio-alto sajón.

## Historia
El turingio surgió alrededor del año 1100 durante el fenómeno migratorio conocido como Ostsiedlung, cuando pobladores de Franconia, Baviera, Sajonia, y Flandes se instalaron en áreas del este del río Saale anteriormente habitadas por eslavos polabios.

## Características
El dialecto turingio se caracteriza por un redondeo de las vocales, el debilitamiento de consonantes del alemán estándar (la lenición de las consonantes "p", "t," y "k"), una diferencia marcada en la pronunciación del sonido "g" (más común en zonas del norte de Turingia y en Sajonia-Anhalt), y una entonación melódica muy idiosincrática. La segunda mutación consonántica se manifestó de manera diferente con respecto a otras zonas en las que se hablaba alto alemán. En muchas palabras, la "b" se pronuncia como "w," "v", o "f". Por ejemplo, la palabra "aber" (pero) se pronuncia "awer".

## Dialectos turingios

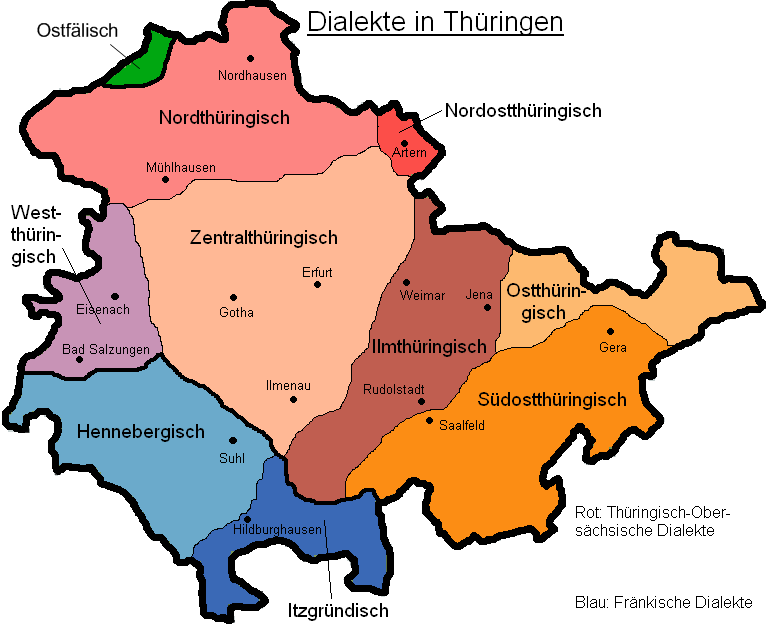
Dialectos de Turingia

Subgrupos según la dialectología alemana:
- Turingio central, hablado alrededor de la capital Erfurt, Gotha, e Ilmenau
- Turingio septentrional, alrededor de Mühlhausen y Nordhausen
  - Dialecto de Eichsfeld
- Turingio oriental, hablado alrededor de Eisenberg y Altenburg así como en las áreas vecinas de Naumburg, Weissenfels y Zeitz, en Sajonia-Anhalt
- Turingio suroriental, alrededor de Schleiz, Greiz, Saalfeld y Gera, así como alrededor de Ludwigsstadt, en la vecina Baviera.

Otras variantes:
- Turingio del Ilm, alrededor de Rudolstadt, Jena, y Weimar
- Turingio nororiental, hablado alrededor de Artern así como en las áreas vecinas de Querfurt, Halle y Merseburg, en Sajonia-Anhalt
  - Dialecto de Mansfeld
- Turingio occidental, alrededor de Bad Salzungen y Eisenach, con transiciones al fráncico del Meno (Henneberg) y a los dialectos hessianos orientales.